# Nawa (miasto)
Nawa (arab. ‏نوى‎) – miasto w Syrii, w muhafazie Dara. Według danych szacunkowych na rok 2010 liczy 65 669 mieszkańców.